# Liste der Kulturdenkmäler in Eppenbrunn
In der Liste der Kulturdenkmäler in Eppenbrunn sind alle Kulturdenkmäler der rheinland-pfälzischen Ortsgemeinde Eppenbrunn aufgeführt. Grundlage ist die Denkmalliste des Landes Rheinland-Pfalz (Stand: 31. August 2023).

## Denkmalzonen
| Bezeichnung                         | Lage                                           | Baujahr                  | Beschreibung                                                                               | Bild                           |
| ----------------------------------- | ---------------------------------------------- | ------------------------ | ------------------------------------------------------------------------------------------ | ------------------------------ |
| Denkmalzone Burgruine Altes Schloss | südwestlich des Ortes auf dem Brechenberg Lage | 11. oder 12. Jahrhundert | Reste einer mittelalterlichen Burg, Reste von Mauerwerk, Balkenlöcher, Felsstufen, Schacht | weitere Bilder Fotos hochladen |

## Einzeldenkmäler
| Bezeichnung                          | Lage                                                | Baujahr                                       | Beschreibung | Bild                           |
| ------------------------------------ | --------------------------------------------------- | --------------------------------------------- | --- | ------------------------------ |
| Blaues Kreuz                         | Bergstraße, am nördlichen Ende Lage                 | 1820                                          | Wegekreuz, Typus des Lothringer Kreuzes, bezeichnet 1820 | Fotos hochladen                |
| Friedhofskreuz                       | Friedhofstraße, auf dem Friedhof Lage               | 1848                                          | Friedhofskreuz, bezeichnet 1848 | Fotos hochladen                |
| Wegekreuz                            | Mittlere Haardtstraße, Ecke Obere Haardtstraße Lage | um 1820                                       | Wegekreuz, Typus des Lothringer Kreuzes, um 1820 | Fotos hochladen                |
| Wegekreuz                            | Neudorfstraße, bei Nr. 4 Lage                       | 1884                                          | Wegekreuz, bezeichnet 1884 | Fotos hochladen                |
| Forsthaus                            | Neudorfstraße 50 Lage                               | 1920er Jahre                                  | ehemaliges Forsthaus; eingeschossiges Wohnhaus mit Nebengebäuden (Zerwirkhaus, Garage, Abstellräume, Wirtschaftsgebäude) und Einfriedung (mit Sandsteinmauer und Zugangstreppe), schlichter Heimatstil, 1920er Jahre | Fotos hochladen                |
| Wegekreuz                            | Obere Haardtstraße, bei Nr. 62 Lage                 | 1922                                          | Wegekreuz, Schaftkreuz, bezeichnet 1922 | BW                             |
| Wegekreuz                            | Talstraße, bei Nr. 7 Lage                           | 1747                                          | Wegekreuz, Schaftkreuz, bezeichnet 1747 | Fotos hochladen                |
| Kriegerdenkmal                       | Talstraße, bei Nr. 19 Lage                          | 1908                                          | Kriegerdenkmal 1866 und 1870/71, bezeichnet 1908 | weitere Bilder Fotos hochladen |
| Kreuz                                | Talstraße, bei Nr. 31 Lage                          | 1945                                          | Kruzifix, 1945 | BW                             |
| Forsthaus                            | Talstraße 43 Lage                                   | Mitte oder zweite Hälfte des 18. Jahrhunderts | Forsthaus; stattlicher Fachwerkbau, teilweise verputzt, Walmdach, Mitte oder zweite Hälfte des 18. Jahrhunderts | Fotos hochladen                |
| Katholische Pfarrkirche St. Pirminus | Weiherstraße 3 Lage                                 | 1847                                          | sechsachsiger Rotsandsteinquadersaal, westliche Achsen bezeichnet 1847, östliche Achsen und Chor 1932/33 | weitere Bilder Fotos hochladen |
| Wegekreuz                            | nordöstlich des Ortes Lage                          | 1925                                          | Wegekreuz; Eisenkreuz auf Steinsockel, 1925 | BW                             |
| Forsthaus Hohelist                   | östlich des Ortes Lage                              | 1832/33                                       | eineinhalbgeschossiger klassizistischer Walmdachbau, angeblich von 1832/33; Gesamtanlage mit bauzeitlichem Nebengebäude                                                                                              | weitere Bilder Fotos hochladen |
| Forsthaus Stüdenbach                 | südlich des Ortes im Stüdenbachtal Lage             | 1775                                          | stattliches Fachwerkhaus, teilweise massiv, angeblich von 1775 | BW                             |

## Ehemalige Kulturdenkmäler
| Bezeichnung | Lage                 | Baujahr | Beschreibung                                        | Bild            |
| ----------- | -------------------- | ------- | --------------------------------------------------- | --------------- |
| Wohnhaus    | Neudorfstraße 5 Lage |         | eingeschossiges Wohnhaus; aus Denkmalliste gelöscht | Fotos hochladen |